# Rüdiger Kauf
Rüdiger Kauf est un footballeur allemand né le 1er mars 1975 à Esslingen.

## Palmarès
- VfB Stuttgart
  - Vainqueur de la Coupe Intertoto en 2000.